# Grampound Road
Grampound Road är en by i Cornwall distrikt i Cornwall grevskap i England. Byn är belägen 9,9 km 
från Truro. Orten har 1 024 invånare (2015).